# ロシアの受刑者部隊
ロシアのウクライナ侵攻中に、ロシアは多数の受刑者を軍部隊に採用した。
ロシアの民兵組織ワグネル・グループは、2022年から刑務所での採用活動を始め、その規模は推定4万人にまで拡大した。ニューヨーク・タイムズによると、ワグネルの刑務所での採用活動は2022年7月上旬に始まり、当時、ワグネルの指導者エフゲニー・プリゴジンがサンクトペテルブルク周辺の刑務所に自ら現れ、受刑者達に取引を持ち掛けたという。しかしながら、ロシア国防省との対立が激化していた2023年2月、ワグネル・グループは受刑者の採用を停止した。ロシア国防省自体も2022年10月に受刑者の採用を開始したと報じられている。
2023年4月、国防省による一連の「ストームZ」部隊設立に関する情報が明らかになった。僅か10～15日間の訓練を受けた後、これらの部隊は戦争神経症に苦しむロシア正規軍に配属された。

## 動機
英国防省は受刑者の採用について「ロシア国民に非常に不人気となる新たな強制動員の実施を避けようとする一方で、兵力を増強するためのロシア軍による広範かつ集中的な努力」の一環であるとの見解を示した。
戦争研究所 (ISW) は、国防省の刑務所での勧誘活動が「ウクライナでの甚大な損害後」の2023年6月に増加したと述べた。

## 運用と扱い
プリゴジンは、2022年9月の受刑者らに向けた演説で、新兵は攻撃を先導し、多大な犠牲を払う突撃部隊として運用されるだろうと述べた。専門家とワグネル兵の捕虜は、受刑者兵は「ほぼ大砲の餌同然」として使われたと述べた。
数千人のワグネル受刑者兵はバフムートの戦いで重要な役割を果たしており、ウクライナ軍陣地への波状攻撃に参加した。ウクライナメディアは、受刑者兵はよく訓練された精鋭のワグネル・グループの指揮官らによって「2～3週間の不十分な訓練を受けた後、前線に放り出され、大砲の餌として利用されている」と報じた。
プリゴジンは2022年9月の演説で、兵役に加わった後に逃れようとする受刑者は「脱走兵とみなされ、撃たれる」と述べた。2023年3月、国連の専門家は、新兵が「上官から定期的に脅迫され、虐待されている」という申し立てに懸念を表明し、「数人の新兵が逃亡を試みたとして処刑されたり、別のケースでは他の新兵への警告として公の場で重傷を負わせられた」情報があるとした。専門家はこの戦術を人権侵害だとし、「戦争犯罪に当たる可能性がある」と述べた。
英国防省は2023年2月17日の戦況分析で、ワグネル受刑者の半数が死傷した可能性があると推定した。
2024年3月、人権擁護者オルガ・ロマノワは、ワグネルおよびロシア国防省が刑務所から動員した受刑者のうち50,000人が恩赦を受けていることや、イワノヴォ地域では帰還した358人の元受刑者の半数以上が再び刑務所に入ったことを指摘。刑務所からの動員は続いており、この再犯者たちがその予備軍となるとコメントした。
同年6月10日、BBCロシア放送局とメディアゾナは2023年8月にワグネルから流出した文書を分析した結果を報道した。文書は元受刑者の遺族への支払いに関する記録で、2022年1月から2023年8月までに死亡した元受刑者2万人以上の個人番号・フルネーム・コールサイン・死亡日が記されていた。うち、17,000人がバフムートの戦いで死亡している。個人番号から約48,000人が動員されていると見られ、43,800人について服役していた刑務所が特定された。BBCとメディアゾナは、被害者リスト・相続事件の記録・漏洩した警察のデータベースとの照合やワグネル兵の家族のチャットの内容の調査などを行い、文書の信憑性を確認している。

## 受刑者の釈放とその影響
ワグネルのモデル下では、受刑者が前線で6ヶ月の任期を生き延びることができた場合、犯した罪に対する恩赦が与えられ、ロシア社会に解放されることになる。釈放された男達の多くが重罪人であり、ロシア人はこの釈放された男達が更に罪を重ね続けるのではないかと懸念されていた。
実際、2022年に20年ぶりに殺人・殺人未遂の件数が増加(4％増)し、2023年には「特別軍事作戦」からの帰還兵による凶悪犯罪の件数は13倍に増加している。ロシアの裁判所では犯罪を犯した帰還兵には「作戦への参加」を理由に減刑しており、プーチン大統領は2023年3月に「特別軍事作戦」参加者に対して殺人や強姦を含むほとんどの犯罪について刑事責任を免除する法律に署名している。
2023年8月、ワグネルで戦った後に赦免された男がロシアのカレリア共和国Derevyannoyeの町で6人を刺殺した容疑で逮捕された。
2024年9月25日、ロシアの独立系メディアВерстка(ヴェルストカ)は過去2年間に渡って裁判所のサイトで発見された刑事事件のううち、被告が帰還兵であると確認した事件についてまとめた。少なくとも211件の犯罪が起こっており、多くの場合、家族・親戚・知人など周囲の人々への脅迫やアルコールが関係していた。その内訳は以下の通りである。
- 殺人(ロシア連邦刑法第105条) - 114件(元受刑者75名、軍人39名)、139名が死亡(元受刑者により75名、軍人により54名)
- 暴力事件(第111条) - 64件(元受刑者が3分の2)、64名が死亡
- 交通違反(第264条) - 20件(元受刑者が3分の1)、31名が死亡
- 過失致死(第109条) - 5件、5名が死亡
- 薬物使用への勧誘(第230条) - 未成年者2名が死亡
- 過剰防衛による殺人(第108条) - 1名が死亡

恩赦を受けて釈放された元受刑者125名のうち、54名が同様の犯罪で、3名が強姦で前科を持っていたという。
同年12月8日、ドーシチは500人以上が犠牲となっており、その大半が女性や子どもであると報じている。

### 背景・識者によるコメント
2023年1月、「ロシア・ビハインド・バーズ」創立者で人権擁護者のオルガ・ロマノワは、帰還兵による犯罪の免責の結果として「これ以上の犯罪はなくなり、これ以上の刑罰もなくなった。現在は何でも許されており、これはどの国においても非常に広範な影響が及ぶ」と述べた。
独立系メディアЧертаの言及によると、ロシアの刑務所は受刑者に対して、刑務官や同じ受刑者によって直接的・間接的・制度的な暴力行為が慣行的に行われており、受刑者はトラウマを負い、民間生活に戻って社会復帰が難しい状態であるという。そして戦闘地域で極度のストレスを与えられた3人に1人はPTSDを発症する可能性があり、2024年4月にロシアの精神科医で心理療法士のアンドレイ・カーメンユーキンは「ロシア人はすでに何百年もの間、暴力を継承してきたと信じており、放置すれば帰還兵本人の重度のアルコール依存症、家族・友人の精神的・肉体的トラウマに至るまで、多くの問題を引き起こすことになる可能性がある」とまで語っている。
2024年11月、社会学者のイーゴリ・イドマンは「従来の善悪の概念はすべてひっくり返される。殺人鬼、強姦魔、食人鬼、小児性愛者は、前線に出ることで刑罰を免れるだけでなく、英雄になるのだ」と、同じく社会学者のアンナ・クレショワは「暴力を合法化する機運がある。学校でも、家族でも、人間関係でも、紛争解決の手段としても、暴力は（ロシアでは）一種の規範となっている。国内で犯した暴力犯罪は、戦場での暴力によって贖われる」と状況を懸念している。